# Еспадейро

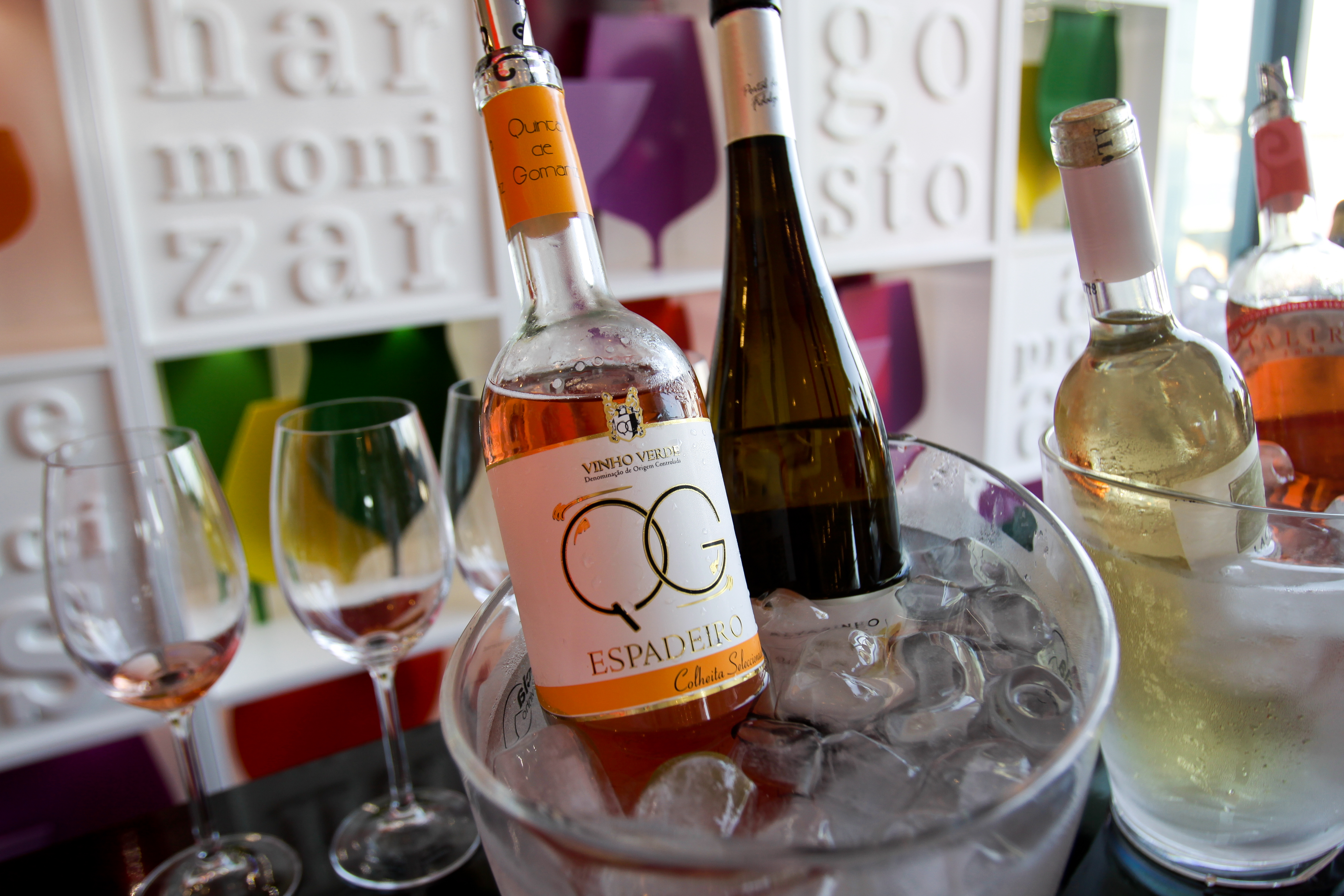
Рожеве віню верде з сорту еспадейро

Еспадейро або ешпадейру(порт. Espadeiro) — португальський технічний сорт червоного винограду. 

## Розповсюдження
Еспадейро є автохтонним португальським сортом винограду. Вирощується у північній частині країни. Також вирощується у Іспанії.

## Характеристики сорту
Ранньостиглий сорт. Кущі сильнорослі. Листя середнього розміру, середня лопать злегка витягнута в довжину, слабкорозсічені, п'ятилопатеві, знизу слабо опушені. Квітка двостатева. Грона великі, конічні, «крилаті» (зазвичай з трьома «крилами»), щільні. Ягоди середні, округлі, синювато-чорні.

## Характеристики вина
Еспадейро використовується для виробництва рожевого молодого вина Віню верде. Також використовується для виробництва сухих червоних вин.

## Синоніми
Існує ряд під різновиди сорту, таких як еспадейро тінто та еспадейро моле. На півдні Португалії назва еспадейро позначає зовсім інший сорт винограду — трінкадейра.